# Gummigut

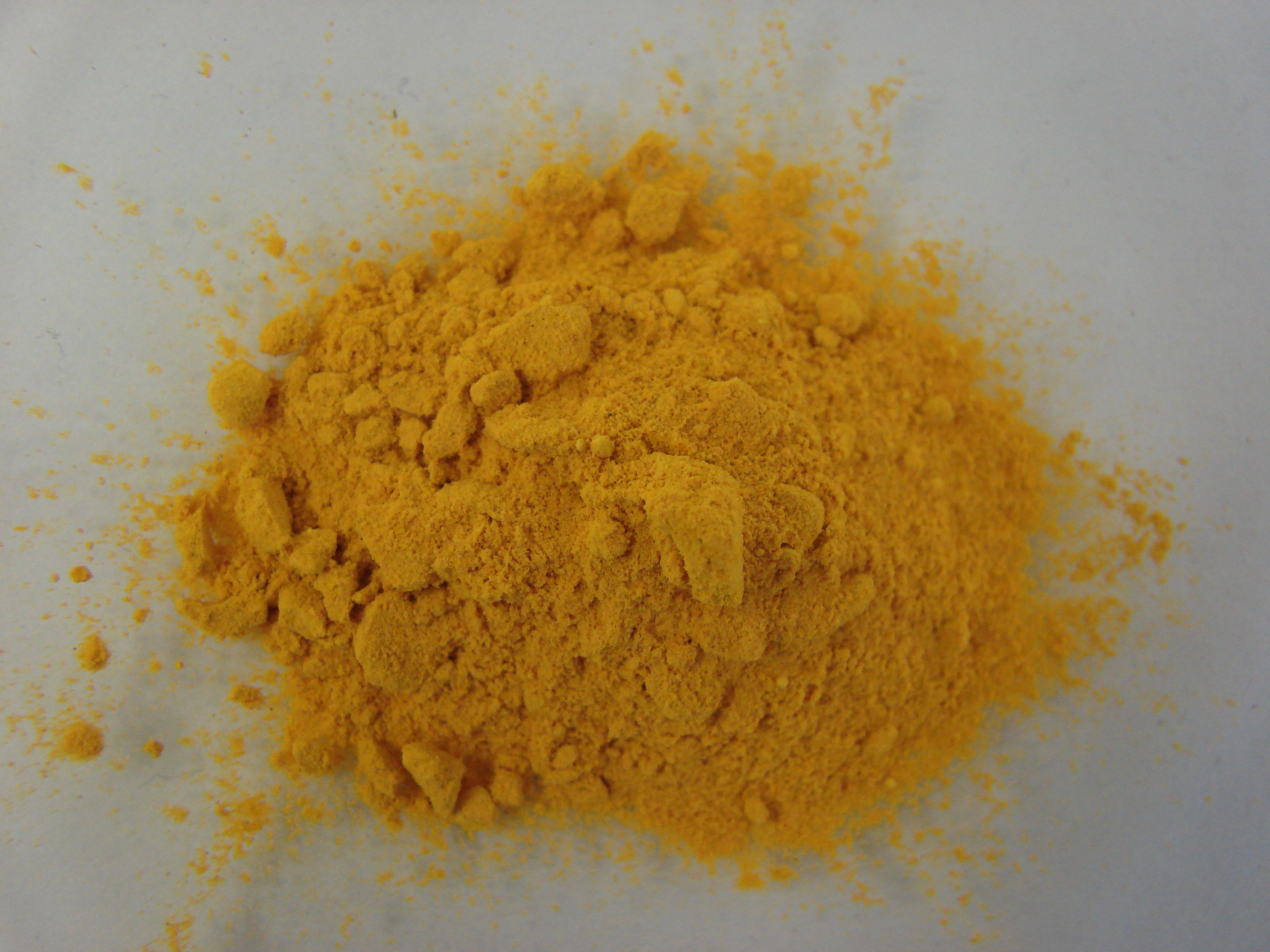
Gummigut in poedervorm

Gummigut is een geel organisch pigment.

## Geschiedenis
Sinds de vroege zeventiende eeuw werden harsen, gewonnen uit bomen van het geslacht Garcinia, naar Europa verhandeld om gebruikt te worden als een geel pigment. De bomen komen voor in het Indische subcontinent en Zuid-Oost-Azië. Daar werd een uit de hars gewonnen kleurstof al eeuwen gebruikt voor het kleuren van textiel zoals de gele habijten van boeddhistische monniken. Omdat een van de herkomstlanden, Cambodja, Gambogia heette in het Latijn, werd de hars wel gambogium genoemd. In het Engels heet het pigment daarom gamboge. In het Maleis wordt de gom gatah, getah of gutah genoemd. In het Spaans werd de combinatie goma gutta, in het Nederlands guttegom of gummigut.

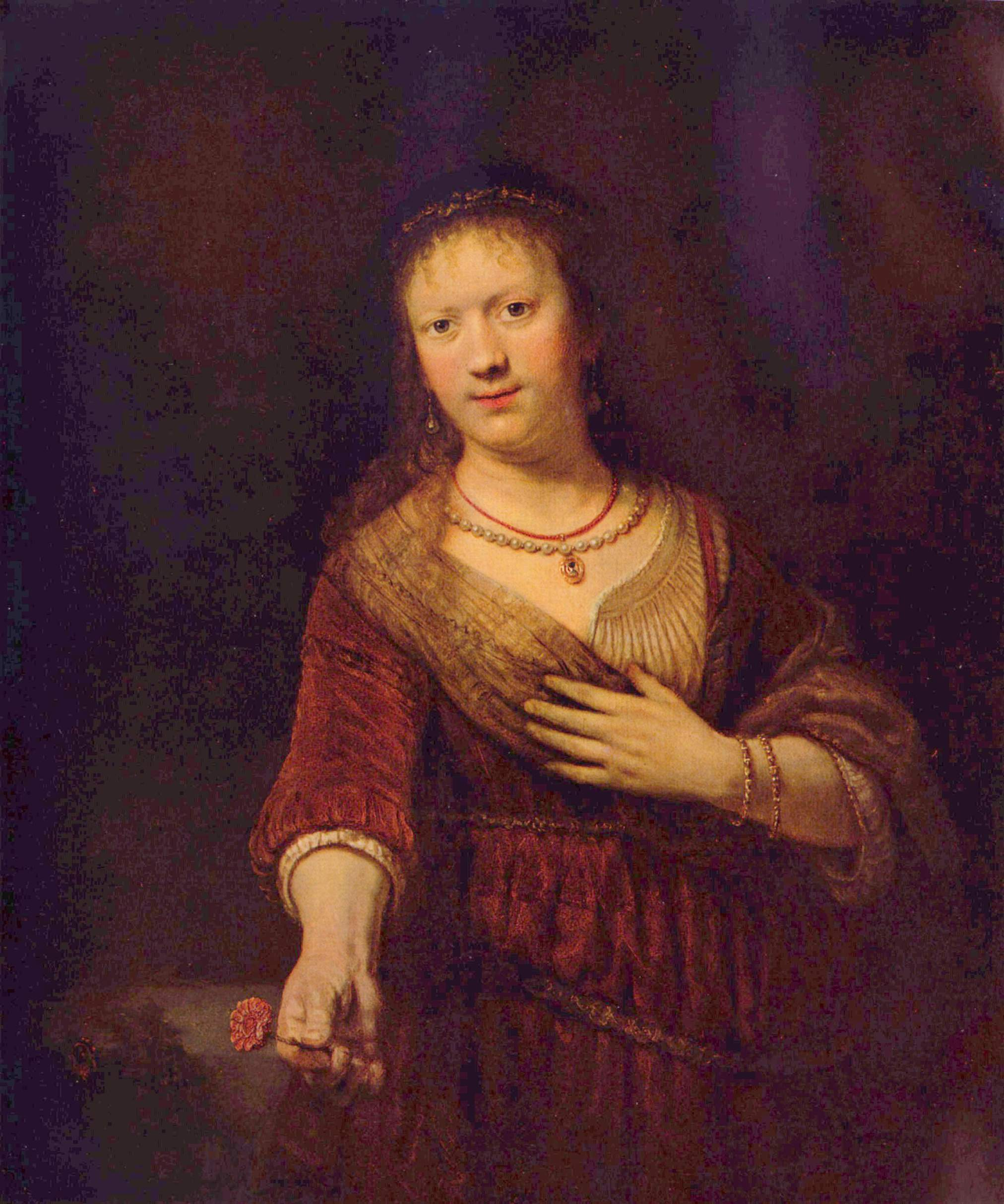
In Rembrandts Saskia met een bloem uit 1641 is gummigut aangetoond, op de gulden versierselen van de gordel

In Europa werd de stof ingezet als aanvulling van het dure en zeer giftige orpiment bij het verluchtigen van handschriften, een traditionele toepassing van gomverven. Vroeger werd gedacht dat al manuscripten uit de Middeleeuwen met gummigut verfraaid waren maar dat lijkt op een verwarring met andere pigmenten gebaseerd te zijn. Het is wel aangetoond in een Armeens evangelie dat rond 1300 geschreven werd. Voor datzelfde doel, illustratie, werd het al sinds de achtste eeuw in Azië gebruikt. Daarvoor was het goed geschikt omdat de hars zoals gewonnen voor een vijfde uit in water opgeloste gom bestond en zo een natuurlijke waterverf vormde die zijn eigen bindmiddel al in zich bevatte. Een recept uit 1676 raadt aan om simpelweg een gat te maken in een blok gummigut, dat te vullen met water en net zo lang te schudden totdat een gele kleur van de gewenste diepte is verkregen. Met de gele waterverf werden ook prenten ingekleurd.
In olieverf was orpiment nauwelijks toepasbaar. In plaats daarvan gebruikte men schijtgeel maar dat was zeer slecht lichtecht. Gummigut was dus een nuttige vervanging bij het aanbrengen van glacerende lagen. Het is door Hermann Kühn aangetoond in een werk van Rembrandt, Saskia met een bloem. Zulk onderzoek is echter zeldzaam en de wetenschap heeft geen goed beeld van de mate van voorkomen in de olieverftechniek. 

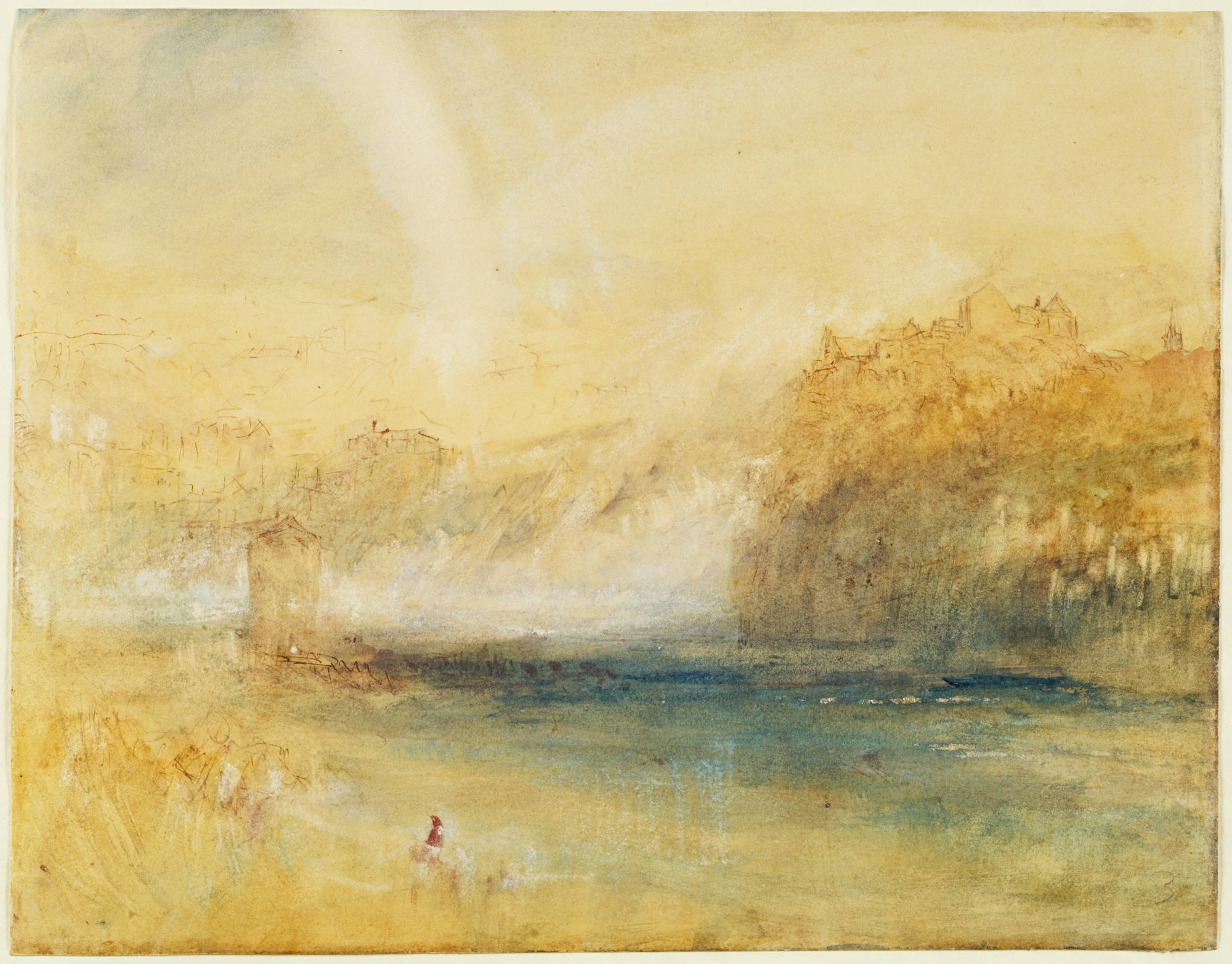
Het coloriet van deze aquarel van Turner doet de aanwezigheid van gummigut vermoeden maar die is lastig empirisch aan te tonen

In de vroege negentiende eeuw mengde de bekende plantenillustrator William Hooker gummigut met Pruisisch blauw om de tint van bladeren te imiteren. Onder de naam Hooker's Green werden daarna door verffabrikanten dat soort mengsels op de markt gebracht zodat kunstenaars zonder tijdverlies meteen de kleur van gewassen konden aanbrengen. Een mengkleur oranje werd verkregen door gummigut met sienna gebrand te combineren. Van de om zijn goudgele werk beroemde schilder William Turner is met zekerheid bekend dat hij gummigut toepaste want dat is in zijn bewaardgebleven aquareldoos aanwezig.
In de negentiende eeuw werd gummigut op zijn beurt vervangen door het lichtechtere aureoline. Ook werd de stof nagebootst door arabische gom met een harsvernis en een gele kleurstof te vermengen. Gummigut werd ook versneden met stijfsel en colofonium, of zelfs zand, dextrine, of rijstmeel. Het stijfsel veranderde de tint en die werd dan gecorrigeerd met chromaatgeel. Gedurende de twintigste eeuw werd de productie steeds minder. Wat tegenwoordig onder de naam gummigut verkocht wordt, bestaat uit imitaties die wel dezelfde tint hebben maar veel lichtechter zijn. In de eenentwintigste eeuw wordt het authentieke pigment nog maar door een paar fabrikanten aangemaakt die zich specialiseren in verschaffen van producten aan restauratoren.
Naast een toepassing als pigment kan gummigut ook primair als gom gebruikt worden, dus als kleefstof. Historisch was het een component van goudverf, waarbij de gom de metaaldeeltjes bond. Bladgoud werd wel met gummigut vastgeplakt. Het werd ook gebruikt als gele lak bij het beschilderen van meubulair.
In de zeventiende eeuw van Europa werd het, zoals zoveel exotische substanties, ook verkocht als medicijn, tegen rheumatiek of hoge bloeddruk, en als purgeermiddel. In die functie werd het al in 1605 vermeld in een werk van Carolus Clusius.
In 1908 gebruikte Jean Perrin een suspensie van gummigutdeeltjes in water om experimenteel de Brownse beweging mee aan tonen, waar hij nog de Nobelprijs voor zou krijgen. Het soortelijk gewicht is iets groter dan water.

## Winning

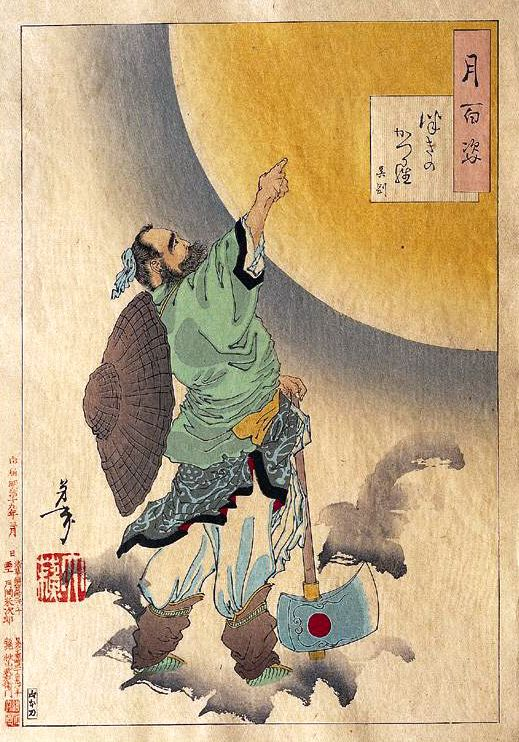
De maan in gummigut gedrukt in een Japanse houtsnede

De hars wordt gewonnen uit de soorten Garcinia hanburyi uit Cambodja en Thailand, Garcinia morella en Garcinia cambogia uit India en Ceylon, alsmede Garcinia elliptica en Garcinia heterandra uit Birma. De bomen moeten minstens tien jaar oud zijn. Men brengt spiraalvormige inkervingen aan in de bast waar de hars langzaam uit druipt. Die wordt opgevangen in holle bamboestengels. Na droging boven een vuur wordt het bamboe weggebroken zodat de brokken gom overblijven. Door verhitting tot honderd graden ontstaat de gele kleur. Hele staven of "pijpen" gom brachten de hoogste prijs op. Brokken waren goedkoper. De staven zijn donkerbruin. Pas bij splijting openbaart zich de heldergele kleur. Engelse importeurs van Birmees gummigut meldden na de Tweede Wereldoorlog dat de brokken nogal eens kogels en granaatscherven bevatten.
Voor de toepassing in olieverf werd de hars in alcohol opgelost waarna men het kleurende bestanddeel liet neerslaan als een geel poeder. Dat "gamboge-extract" werd met lijnolie vermengd. Deze wat moeizame methode verklaart wellicht waarom gummigut in die techniek minder gebruikt werd. Men kon de hars echter ook direct aan een vernis of was toevoegen en dat als glacis gebruiken.

## Samenstelling
De brokken gummigut hebben een complexe samenstelling. Naast de 20 - 30% gom, is er een harscomponent van 70 - 80%. Die bevat weer een kleurend bestanddeel met twee belangrijke gele componenten. De een is een lacton, het β-Guttilacton ofwel morelloflavone en het tweede een α-Gambogezuur ofwel betaguttiferine: in het Engels een [1R-[1a,1(Z), 3aβ,5a,11β-14aS*]]-2-methyl-4-[3a,4,5,7-tetrahydro-8-hydroxy-3,3,11-trimethyl-13-(3-methyl2-butenyl)-11-(4-methyl-3-pentenyl)-7-15-dioxo-1,5-methano1H,3H,11H-furo[3,4-g]pyrano[3,2-b]-xanthen-1-yl]-2-butenoic acid. Dat is een xanthon. 
Deze schemata geven de structuurformules weer:

β-Guttilacton
α-Gambogezuur

Naast deze hoofdbestandelen zijn er nog veel meer xanthonen in de hars aangetoond, in het Engels gambogin, morellin dimethyl acetal, isomoreollin B, moreollic acid, gambogenic acid, gambogenin, isogambogenin, desoxygambogenin, gambogenin dimethyl acetal, gambogellic acid en hanburin genoemd. Hun verhoudingen verschillen per boomsoort maar zijn ook afhankelijk van het seizoen, de ouderdom van de boom en individuele variatie.
De samenstelling van de gomcomponent heeft minder aandacht gekregen van wetenschappers. Deze bestaat uit een aantal koolwaterstoffen waaronder arabinose, galactose, rhamnose en glucuronzuur. Verder zitten er triterpenen in.

## Eigenschappen
Gummigut is transparant of glacerend. De kleurkracht is gering. De tint is goudgeel. Bij contact met een alkali kleurt de stof oranje. Het kan niet stabiel gemengd worden met alkalische pigmenten of met loodwit. De stof is niet geschikt voor fresco. Gummigut is oplosbaar in zuren en alcoholen als ethanol. De lichtechtheid is naar moderne normen slecht. Het schijnt dat de kleur zich soms herstelt na een tijd in het donker bewaard te zijn. De stof verbleekt ook onder inwerking van ozon. In handschriften is de kleur vaak niet achteruitgegaan omdat de binding tegen de inwerking van licht beschermd heeft. In de Colour Index is het het NY 24. 
De stof is giftig. Het is een cytotoxine. Een geringe dosis werkt sterk laxerend. In de medische handboeken van de zeventiende eeuw werd een methode van purgeren voorgeschreven  Cambugio quibusdam cartharticum aureum: "met het zogenaamde Cambugium, het gulden laxeermiddel". Een te hoge dosis, meer dan zeven gram, is dodelijk.